# La Serena (Badajoz)
La Serena (nome oficial em castelhano: Mancomunidad de Municipios de La Serena) é uma comarca da Espanha, situada no nordeste da província de Badajoz, comunidade autónoma da Estremadura. Tem 2 654 km² de área e em 2021 tinha 34 076 habitantes.
É limitada ao norte pelo rio Guadiana, ao leste e ao sul pelo rio Zújar e ao oeste pelo rio Guadámez, estes afluentes do Guadiana. Sua capital é Castuera.

## História
A comarca, de 282 000 ha, está definida por ser território jurisdicional da Ordem de Alcântara, quem tomou este território dos muçulmanos na primeira metade do século XIII. Inclusive vários dos povoados da comarca tem origem muçulmana: Lares, Magacela, Zalamea, Benquerencia ou Cabeza del Buey são só um exemplo, enquanto nos arredores de Villanueva se erguia o desaparecido castelo de Umm-Ya'far.
A Ordem de Alcântara configurou o Partido de la Serena (designação administrativa da região). A parte original do mesmo estava designada ao priorado de Magacela (com Magacela, Villanueva de la Serena, La Haba, La Coronada, Campanario, Quintana e La Guarda); mais tarde se fundaria o priorado de Zalamea (com Zalamea, Valle de La Serena e Higuera de la Serena). Por último as comunidades de Benquerencia (com Benquerencia, Castuera, Esparragosa de la Serena, Malpartida e Monterrubio) e as comunidades de La Sierra de Lares (com Esparragosa de Lares, Galizuela, Santi-Spiritus e Cabeza do Buey).
Todo este território foi incorporado à coroa por Real Cédula de 17 de Setembro de 1734, constituindo a Real Dehesa de la Serena. Nessa época do século XVIII havia cerca de 200 000 ovelhas da raça merina em La Serena, raça muito apreciada na região. O território foi dividido no século XIX em dois partidos judiciais: Castuera e Villanueva de la Serena.
Acredita-se que Magacela foi fundada pelos romanos, chamando-se Contosolia, e sobre o núcleo atual do povoado, está o Castelo de Magacela, castelo alcantarino, outrora residência do prior. No final do século XV, o priorado levou sua sede a Villanueva, onde o último mestre da ordem, Juan de Zúñiga y Pimentel, mandou construir um palácio (reformado em numerosas ocasiões sendo hoje convento de clausura) na rua de San Benito, perto da praça principal.
Durante a Guerra Civil Espanhola, este território se manteve fiel à República e resistiu durante dois anos o avanço dos nacionais, até que a chamada "bolsa de la Serena" caiu no verão de 1938.

## Organização atual e demografia
Na comarca de La Serena confluem dois partidos jurídicos, Castuera e Villanueva de la Serena, com uma população (censo de 2007) de 77 671 habitantes.

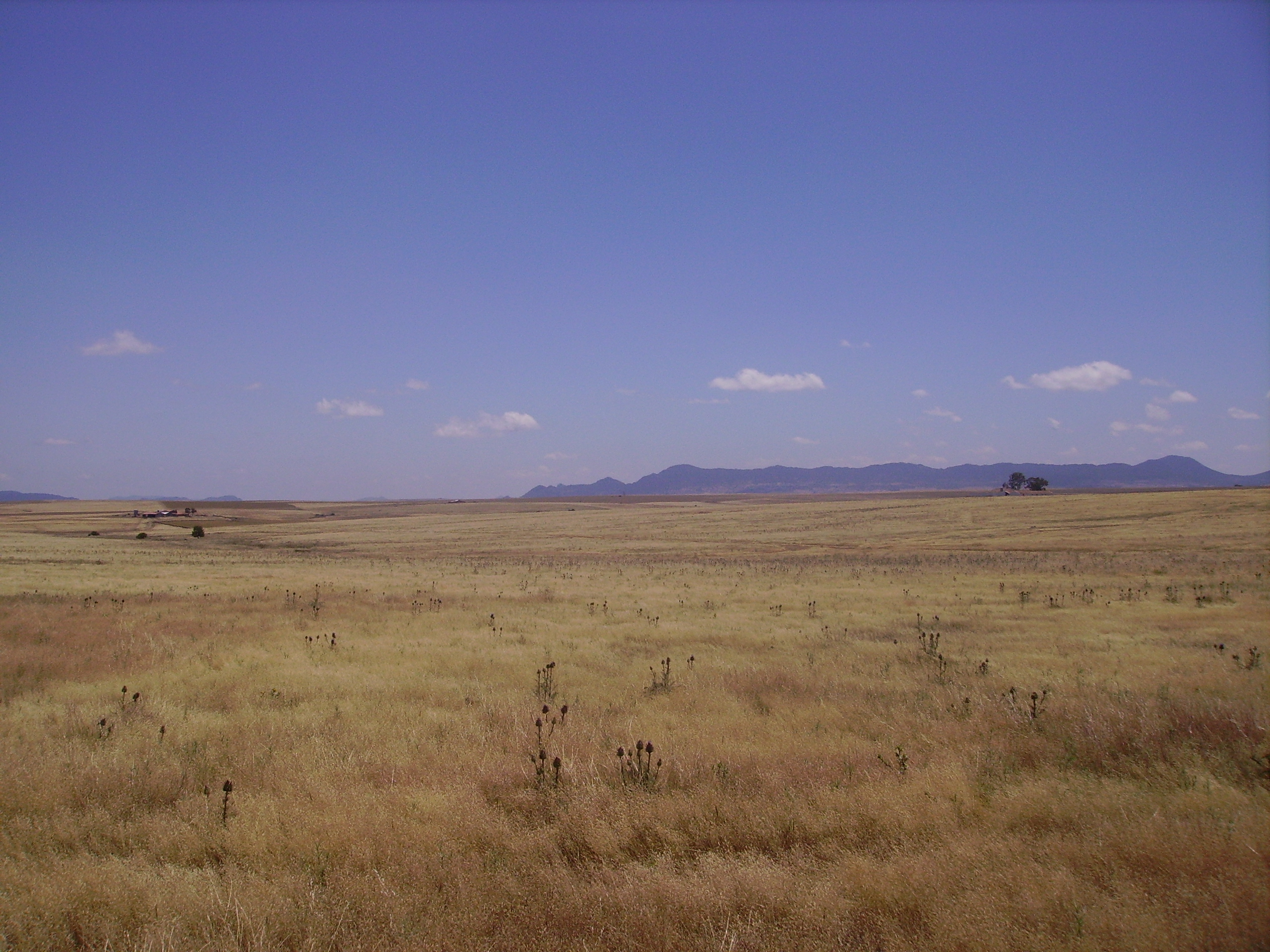
Paisagem de La Serena

O território do partido de Castuera é menos povovado (32 128 habitantes em 2007). As localidades dentro da comarca que o compõem são Benquerencia de la Serena (979 habitantes), Cabeza del Buey (5 620 habitantes), Capilla (189 habitantes), Castuera (6 675 habitantes), Esparragosa de la Serena (1 104 habitantes), Higuera de la Serena (1 066 habitantes), Malpartida de la Serena (692 habitantes), Monterrubio de la Serena (2 795 habitantes), Peñalsordo (1 287 habitantes), Quintana de la Serena (5 130 habitantes), Valle de la Serena (1 457 habitantes), Zalamea de la Serena (4 120 habitantes) e Zarza-Capilla (422 habitantes).
Além disso, está dentro do partido judicial mas não pertence à comarca Peraleda del Zaucejo (592 habitantes).
O território do partido de Villanueva de la Serena é o mais povoado (45.543 habitantes em 2007). As localidades da comarca que o compõem são Campanario (5 470 habitantes) e Magacela (652 habitantes).
Além delas, estão dentro do partido judicial mas não pertencem à comarca Acedera (842 habitantes), La Coronada (2 260 habitantes), La Haba (1 382 habitantes), Navalvillar de Pela, (4 816 habitantes), Orellana de la Sierra (310 habitantes), Orellana la Vieja (3 019 habitantes), Villanueva de la Serena (25 318 habitantes) e Villar de Rena (1 474 habitantes).
A população da comarca de La Serena em 2007 era de 37 658 habitantes.
Sucintamente cabe entender que o território de Castuera procede do Priorado de Zalamea e as comunidades de Benquerencia e de Lares (se bem, Esparragosa de Lares com Galizuela e Santi-Spiritus são hoje do partido de Herrera do Duque na chamada Siberia Estremenha. Por outro lado, Villanueva se formou com as vilas e lugares do Priorado de Magacela e os povoados das margens do Guadiana que não eram inicialmente de La Serena como Orellana la Vieja e Orellana de la Sierra, procedentes do Senhorio de Orellana, ligado a Trujillo, igual que Navalvillar de Pela. Também das margens do Guadiana são Villar de Rena, antigamente do Condado de Medellín e Acedera, e Los Guadalperales de criação mais recente.
Sucintamente cabe entender que o território de Castuera procede do Priorado de Zalamea e as comunidades de Benquerencia e de Lares (se bem,  Esparragosa de Lares com Galizuela e Santi-Spiritus são hoje do partido de Herrera do Duque na chamada Siberia Extremenha. Por outro lado, Villanueva se formou com as vilas e lugares do Priorado de Magacela e os povoados das margens do Guadiana que não eram inicialmente de La Serena como Orellana la Vieja e Orellana de la Sierra, procedentes do Senhorio de Orellana, ligado a Trujillo, igual que Navalvillar de Pela. Também das margens do Guadiana são Villar de Rena, antigamente do Condado de Medellín e Acedera, e Los Guadalperales de criação mais recente.

### Municípios
A comarca de La Serena é composta pelos seguintes municípios e entidades menores (pedanías):
- Benquerencia de la Serena
  - Helechal
  - La Nava
  - Puerto Hurraco
  - Puerto Mejoral
- Cabeza del Buey
  - Almorchón
- Campanario
- Capilla
- Castuera
- La Coronada
- Esparragosa de la Serena
- Higuera de la Serena
- Magacela
- Malpartida de la Serena
- Monterrubio de la Serena
- Peñalsordo
- Quintana de la Serena
- Valle de la Serena
- Zalamea de la Serena
- Zarza-Capilla

## Geografia
A paisagem da comarca de La Serena está definida pela monotonia da ampla peneplanície, de 400 metros de altitude média, desenvolvida sobre xisto, na que os únicos relevos de certa importância que se observam são os originados por erosão diferencial nos cretones de quartzo paleozóicos e nos “berrocales” graníticos; estas rochas, ao serem mais resistentes aos processos erosivos, destacam em forma de serras de pouca altitude.

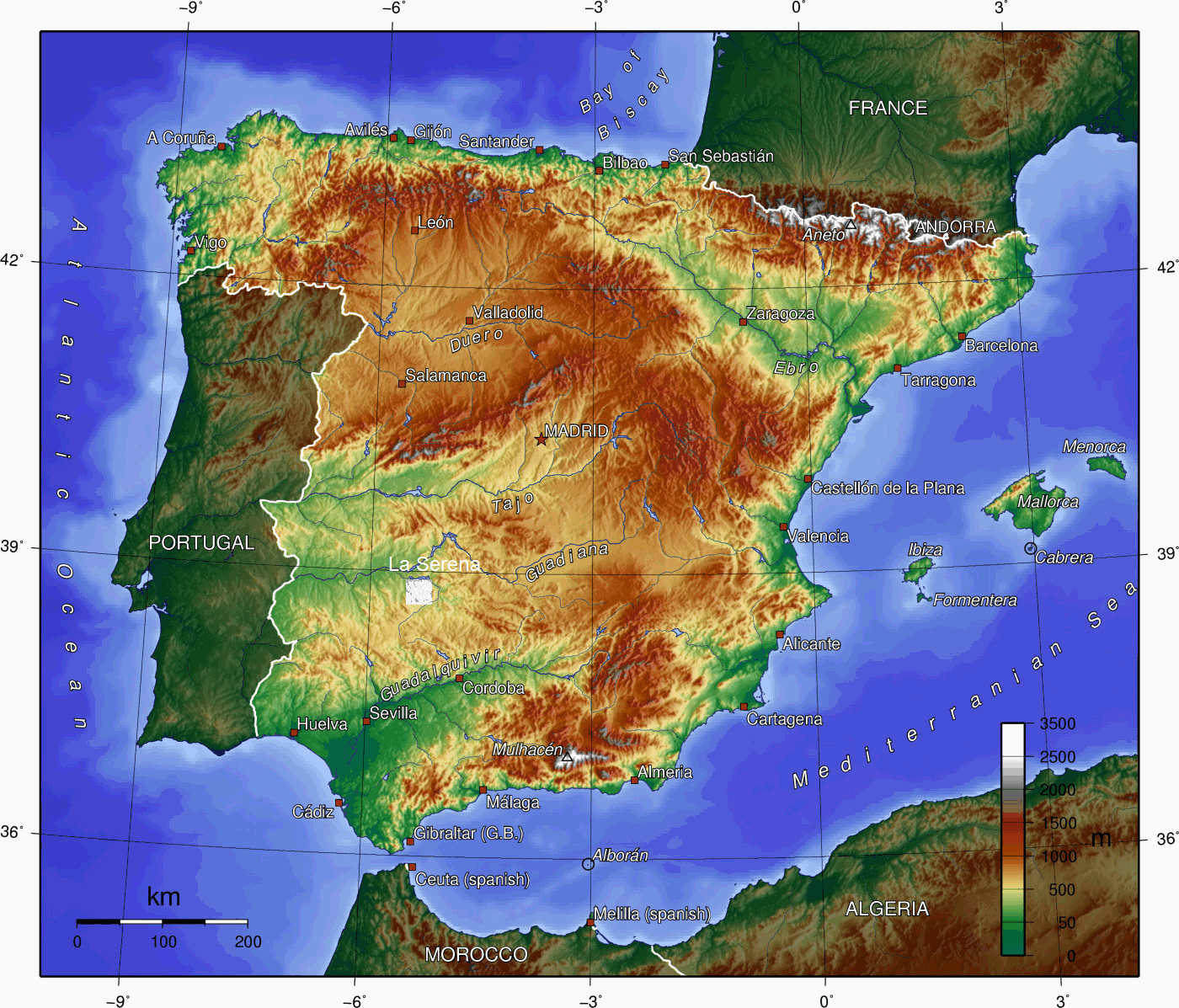
Comarca de la Serena, marcada no quadrante sudoeste da Península Ibérica

Somente nas ladeiras das serras se desenvolvem maiores altitudes constituídas essencialmente por azinheiras, assim como um monte baixo mediterrâneo de estevas, tomilhos e piornos. Tipicamente, as planícies têm como vegetação pastos, com pouco bosque devido à depredação realizada no passado pelo homem.
Destacam-se também aterragens de monte baixo, localizadas nos arredores das linhas montanhosas de quartzos, cobertas em outras épocas pelo mato e hoje aproveitadas como plantações de oliveiras e algumas árvores de outros tipos de frutas.
Pode ser que pela metonímia, se produziu uma mudança neste terreno desarborizado, com alguns azinheiras e mato baixo, a chamada dehesa (montado), pois em sua origem dehesa vem da expressão “defensa” (em português “defesa”), pela proteção e restrições normativas que um lugar como este devia ter 
A peneplanície de La Serena está limitada ao sudeste pelas serras de Tiros e do Torozo, que em forma de arco se estende entre Castuera e Capilla com altitudes médias de uns 800 metros.
Ao leste aparece um substrato granítico que alcança as Vegas del Guadiana por Don Benito. Estes granitos se encontram superficialmente no nível geral da peneplanície e por isso formam parte igualmente do substrato rochoso desta comarca.
O sudoeste da comarca está delimitado pelas serras de Argallanes (700 metros), de La Lapa (545 metros) e de La Ortiga (660 metros), a cujo sul flui o rio Guadámez, que é o extremo meridional da comarca. Finalmente, ao sul se encontra a depressão terciária do Guadiana, cheia de materiais argilosos que dão origem a uma amplia planície.

### Fauna
Os pastos de La Serena albergam uma grande variedade de aves como a cegonha-branca (Ciconia ciconia), o tartaranhão-caçador (Circus pygargus), o peneireiro-vulgar (Falco tinnunculus), a abetarda-comum (Otis tarda), o sisão (Tetrax tetrax), o alcaravão (Burhinus oedicnemus), a perdiz-do-mar-comum (Glareola pratincola), o cortiçol-de-barriga-preta (Pterocles orientalis), o cortiçol-de-barriga-branca (Pterocles alchata) e o rolieiro-europeu (Coracias garrulus). São uma das principais reservas de invernada do grou-comum (Grus grus) e do abibe-comum (Vanellus vanellus).
A construção de barragens trouxe uma abundante fauna aquática como as tencas (Tinca tinca) e as carpas (Cyprinus carpio), que fazem as delícias dos pescadores esportivos. Os ornitólogos encontram autênticas jóias como a águia-pescadora (Pandion haliaetus), o guarda-rios-comum (Alcedo atthis), o colhereiro (Platalea), o pato-trombeteiro (Spatula clypeata), o pato-de-bico-vermelho (Netta rufina), o savacu (Nycticorax nycticorax), o mergulhão-de-crista (Podiceps cristatus), corvo-marinho-de-faces-brancas (Phalacrocorax carbo) e gaivotas (Laridae).

### Barragens

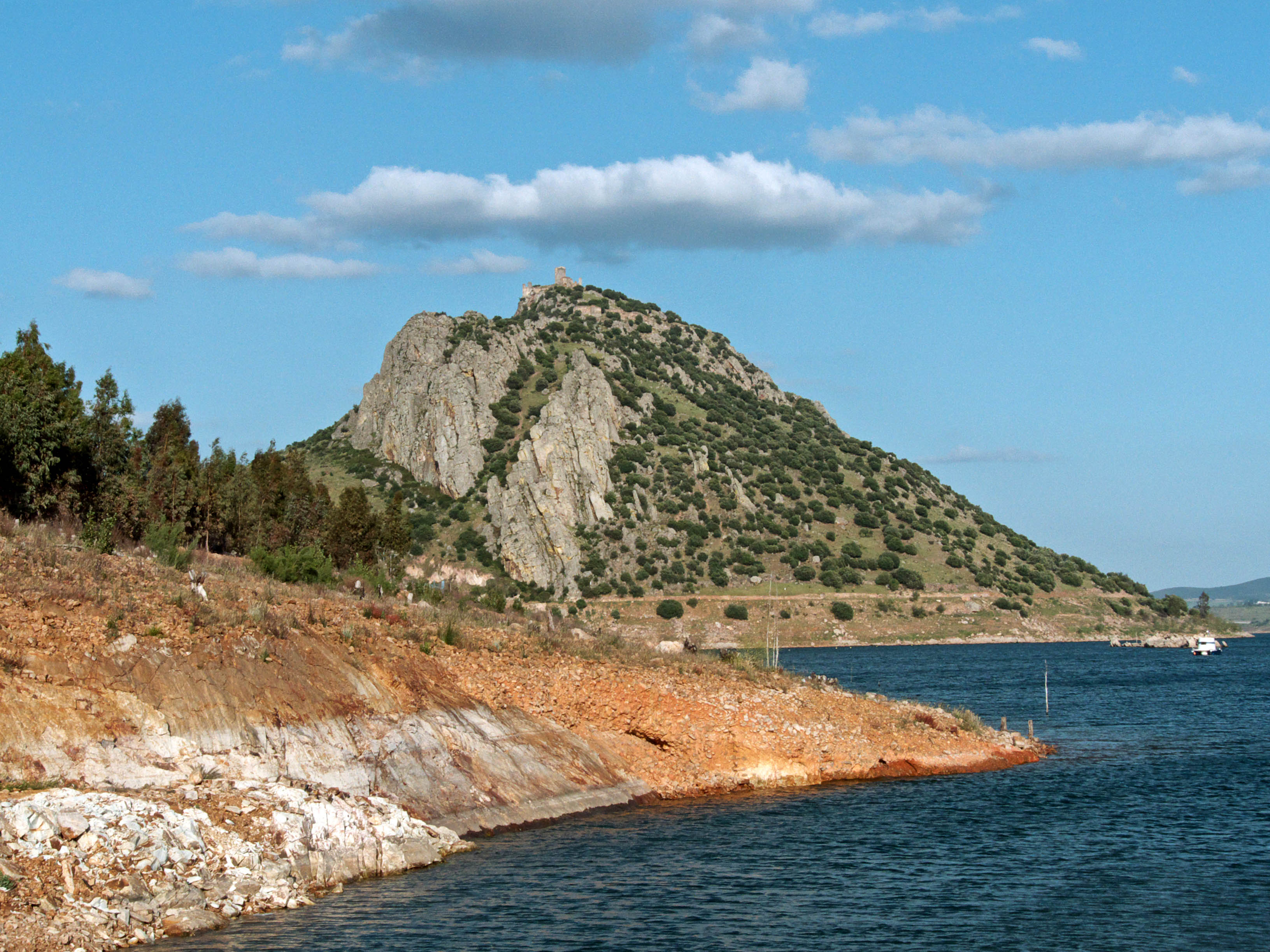
Barragem e Castelo de Alange, em La Serena de Badajoz

Em contraste com a aridez tradicional, desde meados do século XX destacam três grandes represas: Orellana, Zújar e La Serena; a primeira no rio Guadiana e as outras sobre o rio Zújar. São 23 000 ha cobertas por água; 300 km de rede fluvial, uma média de 3 000 hectômetros cúbicos (hm³) de água represada e mais de 1 500 km de costa interior.
A represa de Orellana, sobre o rio Guadiana, tem uma capacidade máxima de 807,91 hm³. Sobre o rio Zújar foi construída primeiro a represa do Zújar, de 301,9 hm³. A represa de La Serena, construída entre 1985 e 1990, tem uma capacidade máxima de 3 232,75 hm³ e uma superfície inundada de 13 929 ha; o que faz dela a segunda maior represa da Península Ibérica e a terceira de toda a Europa, atrás da Barragem de Alqueva (Portugal) e Kremasta (Grécia).

## Comunicações
La Serena possui uma rede de estradas autonômicas que comunicam seus povoados entre si e a comarca com as vizinhas e com as províncias de Cidade Real e de Córdova.
As principais vias são:
- EX-104  que atravessa a comarca de oeste a leste, indo de Villanueva de la Serena, passando por La Coronada, Campanario, Castuera, Benquerencia de la Serena, La Nava, Helechal, Almorchón e Cabeza del Buey, continuando até o limite provincial com Córdova.

- EX-103  que atravessa a parte oeste da comarca de Norte a Sur. Proviene de Puebla de Alcocer e passa por Castuera, Malpartida de la Serena e Higuera de la Serena, continuando pela comarca de Campiña Sur hacia Llerena donde acaba, conectando com a   N-432 , futura Autovía   A-81 .

- EX-115  que atravessa a parte oeste da comarca de norte a sul, indo da   N-430  em Navalvillar de Pela e passa por Campanario para acabar em Quintana de la Serena.

Além disso, duas das três possíveis opções para a construção da Autovía  A-43 , Estremadura - Comunidade Valenciana, atravessam a comarca.
O corredor Centro seguiria mais ou menos o caminho da atual   EX-104 , vindo Don Benito e Villanueva de la Serena, mas após passar Cabeza del Buey, iria a Peñalsordo, entrando na Ciudade Real para conectar com Almadén, onde está confirmado que se unirá à parte estremenha desta autopista com o resto da via.
O corredor Sul é praticamente igual, mas em vez de passar junto a Don Benito e Villanueva de la Serena, passaria perto de Guareña, seguindo até Castuera de onde seguiria o mesmo caminho do corredor Centro.
O corredor Norte seguiria o caminho da atual   N-430 , pelo qual não passaria pela comarca de La Serena.
O “Ministerio de Fomento” já escolheu a opção Centro, estando esperando a análise e aprovação do “Ministerio de Medio Ambiente”.

## Atividade econômica

### Pecuária
É uma zona fundamentalmente pecuarista, com uma grande tradição na produção de lã de ovelha merina. Esta raça  é conhecida pela finura de sua lã e a adequação de seu leite para a elaboração do Queijo de La Serena, muito valorizado na atualidade, com o qual se fabrica a Torta de La Serena. Igualmente, de suas azinheiras se alimentam os porcos com os quais se produz o Jamón de Bellota (presunto de bolota).

### Produção de azeite
Na zona localizada mais ao sul, especialmente dentro do triângulo Monterrubio de la Serena, Benquerencia de la Serena e Cabeza del Buey, a vegetação é mais abundante. Existe uma notável produção de azeite, que tem a classificação de denominação de origem como Aceite Monterrubio. Este apreciado azeite se produz em uma extensão de unas 20 000 ha. As oliveiras são das variedades Cornezuelo e Picual.

## Filhos ilustres
Discute-se o lugar de nascimento de Pedro de Valdivia, o conquistador do Chile que deu a ordem de fundar a cidade chilena de La Serena em 1543 ou 1544. Em Villanueva de La Serena, em frente à prefeitura, existe uma imponente estátua do conquistador, mas em Castuera está a casa que possui o brasão dos Valdivia. Segundo outras fontes, também se crê que é natural de Campanario ou de Zalamea de la Serena.
Natural de Castuera é o cientista Ventura de los Reyes Prósper, nascido em 31 de maio de 1863 e falecido em Madrid em 27 de novembro de 1922. Foi reconhecido internacionalmente tanto como naturalista como matemático e lutou por modernizar o ensino das ciências na Educação Básica..

## Curiosidades
Entre os personagens da comarca, destacam no mundo da cultura, Zalamea de la Serena, povoado imortalizado por Pedro Calderón de la Barca em seu drama de El alcalde de Zalamea e onde se supõe que Antonio de Nebrija escreveu a primeira gramática da língua espanhola, quando esteve residindo na corte de Juan de Zúñiga y Pimentel, último Grande Mestre da Ordem de Alcântara. Valle de La Serena é a a terra natal de Juan Donoso Cortés e em Campanario nasceu o novelista Reyes Huertas.
Em Cabeza del Buey nasceu o clérigo Diego Muñoz-Torrero, deputado pela  Estremadura nas Cortes de Cádis de 1812. Dali também é Teresa Romero Balmaseda, franciscana, falecida em 1910 como abadia do Convento das Madres Concepcionistas de Hinojosa del Duque (Córdova).